# Nuarimol
Nuarimol ist ein Gemisch von zwei enantiomeren chemischen Verbindungen aus der Gruppe der Pyrimidine (genauer Pyrimidincarbinole). Es wurde 1975 von Eli Lilly eingeführt und war bis 2000 in Deutschland als Pflanzenschutzmittel unter dem Handelsnamen Trimidal zugelassen.
Nuarimol wird als systemisches Fungizid zur Mehltaubekämpfung bei Sonderkulturen (Wein, Kernobst, Steinobst und Hopfen) eingesetzt. Zusammen mit Imazalil wurde es auch zur Saatgutbeize im Getreideanbau genutzt. Nuarimol wirkt durch Hemmung der C14-Demethylase.

## Gewinnung und Darstellung
Nuarimol wird durch Reaktion von 5-Brompyrimidin mit 2-Chlor-4'-fluor-benzophenon (2-Chlorphenyl-4-fluorphenylketon) hergestellt.

## Stereoisomerie
Nuarimol ist chiral, es gibt zwei Enantiomere: (R)-2-Chlor-4′-fluor-α-(pyrimidin-5-yl)benzhydrylalkohol  [= (R)-Form] und (S)-2-Chlor-4′-fluor-α-(pyrimidin-5-yl)benzhydrylalkohol [= (S)-Form]. Als Fungizid wird der (racemische) (RS)-2-Chlor-4′-fluor-α-(pyrimidin-5-yl)benzhydrylalkohol eingesetzt, also ein 1:1-Gemisch aus (R)- und (S)-Konfiguration.
| Nuarimol (2 Enantiomere) | Nuarimol (2 Enantiomere) |
| ------------------------ | ------------------------ |
| (S)-Konfiguration        | (R)-Konfiguration        |

## Zulassung
Die EU-Kommission entschied 2004, Nuarimol nicht in die Liste der für Pflanzenschutzmittel zulässigen Wirkstoffe aufzunehmen.
In der Schweiz, Österreich und Deutschland ist kein Pflanzenschutzmittel mit dem Wirkstoff Nuarimol zugelassen.